# Matvéisxevo
Matvéisxevo (en rus: Матвейщево) és un poble de l'óblast de Vladímir, a Rússia, segons el cens del 2010 tenia 349 habitants. Pertany al districte municipal de Iúriev-Polski.